# Ielena Prokhorova
Pour les articles homonymes, voir Prokhorova.
Ielena Prokhorova (en russe : Елена Владимировна Прохорова, transcription en anglais : Yelena Prokhorova), née le 16 avril 1978 à Kemerovo, est une ancienne athlète russe, spécialiste de l'Heptathlon.

## Biographie
Elle a été sacrée championne du monde dans cette discipline en 2001. L'année précédente, elle avait déjà été vice-championne olympique.

En 2005, elle a été testée positive à un contrôle antidopage et suspendue par l'IAAF d'octobre 2005 à octobre 2006.

## Palmarès
| Date | Compétition                           | Lieu                                  | Résultat | Épreuve    | Points |
| ---- | ------------------------------------- | ------------------------------------- | -------- | ---------- | ------ |
| 1999 | Championnats d'Europe espoirs         | Göteborg                              | 2e       | Heptathlon | 6 011  |
| 2000 | Championnats d'Europe en salle        | Gand                                  | 5e       | Pentathlon | 4 555  |
| 2000 | Jeux olympiques                       | Sydney                                | 2e       | Heptathlon | 6 531  |
| 2001 | Championnats du monde en salle        | Lisbonne                              | 2e       | Pentathlon | 4 711  |
| 2001 | Hypo-Meeting                          | Götzis                                | 2e       | Heptathlon | 6 576  |
| 2001 | Championnats du monde                 | Edmonton                              | 1re      | Heptathlon | 6 694  |
| 2001 | Décastar                              | Talence                               | 2e       | Heptathlon | 6 354  |
| 2001 | Coupe du monde des épreuves combinées | Coupe du monde des épreuves combinées | 1re      | Heptathlon | 19 624 |
| 2002 | Championnats d'Europe en salle        | Vienne                                | 1re      | Pentathlon | 4 622  |
| 2003 | Championnats du monde                 | Paris                                 | 4e       | Heptathlon | 6 452  |
| 2003 | Décastar                              | Talence                               | 1re      | Heptathlon | 6 254  |
| 2003 | Coupe du monde des épreuves combinées | Coupe du monde des épreuves combinées | 2e       | Heptathlon | 19 019 |
| 2004 | Jeux olympiques                       | Athènes                               | 5e       | Heptathlon | 6 289  |
| 2004 | Décastar                              | Talence                               | 3e       | Heptathlon | 5 887  |

## Records
| Épreuve    | Performance | Lieu     | Date            |
| ---------- | ----------- | -------- | --------------- |
| Heptathlon | 6 765 pts   | Toula    | 23 juillet 2000 |
| Pentathlon | 4 711 pts   | Lisbonne | 9 mars 2001     |